# Трансамазоніка
Трансамазоніка (BR-230) — національна дорога в Бразилії, що веде через регіон Амазонка. Це дорога шириною 8,6 метрів з півметровим узбіччям з обох боків.
Роботи над будівництвом розпочалися в 1970 році. Весь проект координував Центральний комітет розвитку Амазонії (SUDAM) з бюджетних коштів Бразилії та різних іноземних банків.
Будівельні роботи розпочалися в рамках кампанії з розвитку Бразилії Amazon. Планувалося побудувати дорогу на 5400 км. Дорога повинна була з'єднати місто Жоао Пессоа на східному узбережжі Атлантичного океану у гирлі річки Параїба в Атлантичний океан з містом Крузейро-ду-Сул поблизу кордону з Перу та далі з містом Пукалпа на річці Укаджалі в Перу. Разом з перуанськими дорогами це була кругла дорога, що з'єднувала узбережжя Атлантичного океану з узбережжям Тихого океану.